# أقصريات
الأقصريات (Luxorology): هو علم جديد وأحد فروع علم المصريات، يقوم هذا العلم على فك الشفرة المعلوماتية لمدينة الأقصر من حيث دراسة علومها الحياتية وفهمها كخطوة أولى حتى يتسنى لنا الاستفادة من هذه العلوم وتوظيفها لمستقبلها ومستقبل الإنسانية.
وكما قام شامبليون بفك شيفرة حجر رشيد واكتشف الهيروغليفية التي قام علم المصريات على أساسها، فإن الأقصريات سيقوم بسبر أسرار حضارة الأقصر بكل ما فيها من آثار وتراث وعلوم حياتية.
علم الأقصريات هو الذي أسهم في إعطاء العالم الحديث معظم مبررات الوجود والإلهام، فإذا كانت الحضارة الإغريقية هي الوسيط لنشر الحضارة الإنسانية فإن علماءها ومفكريها قد نهلوا من حضارات العالم القديم والحضارة المصرية وخصوصا حضارة الأقصر (طيبة).
الأقصر كانت الجامعة والمدرسة والحياة والعاصمة التي تميزت عن الأهرامات كمشروع قومي في أنها كانت للحياة الدنيوية والحياة الخالدة وطبقت بها كل العلوم الإنسانية الموثقة.
وسواء سنعد الأقصريات (Luxorology) علما جديدا أو أحد فروع علم المصريات فإنه يحتاج إلى تأصيل وتوثيق وتجديد وحقوق ملكية فكرية من العالم أجمع بحيث يعود لها التقدير والدور الحضاري وكما كانت حضارة بالأمس ستكون أساساً لحضارة الغد والنموذج التطبيقي لمصر الحضارة.
استنبط هذا العلم أ. د. أحمد يحيى راشد أستاذ العمارة الحاصل على الماجستير من جامعة أسيوط بعنوان (الحفاظ على الطابع الحضاري للمدن الأثرية في جمهورية مصر العربية، دراسة تطبيقية على مدينة الأقصر) سنة 1990 والدكتوراة من جامعة يورك بإنجلترا وكان عنوانها «المشاركة الشعبية في الحفاظ علي البيئات التراثية: دراسة تطبيقة مدينة الأقصر، مصر» سنة 1995، وهو متخصص في علوم العمارة والاستدامة والدراسات المستقبلية، وله أبحاث متعددة ودراسات ومشروعات ومشاركات ميدانية عن حضارة الأقصر.